# Gabriella Wilde
Gabriella Wilde, född Gabriella Zanna Vanessa Anstruther-Gough-Calthorpe 14 april 1989 i Basingstoke, Hampshire, är en brittisk skådespelerska och fotomodell.

## Rollista i urval
- 2009 – St. Trinian's II
- 2010 – Doctor Who (TV-serie) (1 avsnitt)
- 2011 – The Three Musketeers
- 2013 – Carrie
- 2014 – Endless Love
- 2016–2019 – Poldark (TV-serie) (35 avsnitt)
- 2020 – Wonder Woman 1984